# 中華人民共和国によるチベットの分割と再編
中華人民共和国によるチベットの分割と再編（ちゅうかじんみんきょうわこくによるちべっとのぶんかつとさいへん）では、チベットに対する中華人民共和国の行政区画について述べる。
チベット亡命政府と中国によるチベット認識の相違の詳細についてはチベットの領域に関する認識と主張、大チベットを参照。

## 行政区分の原理

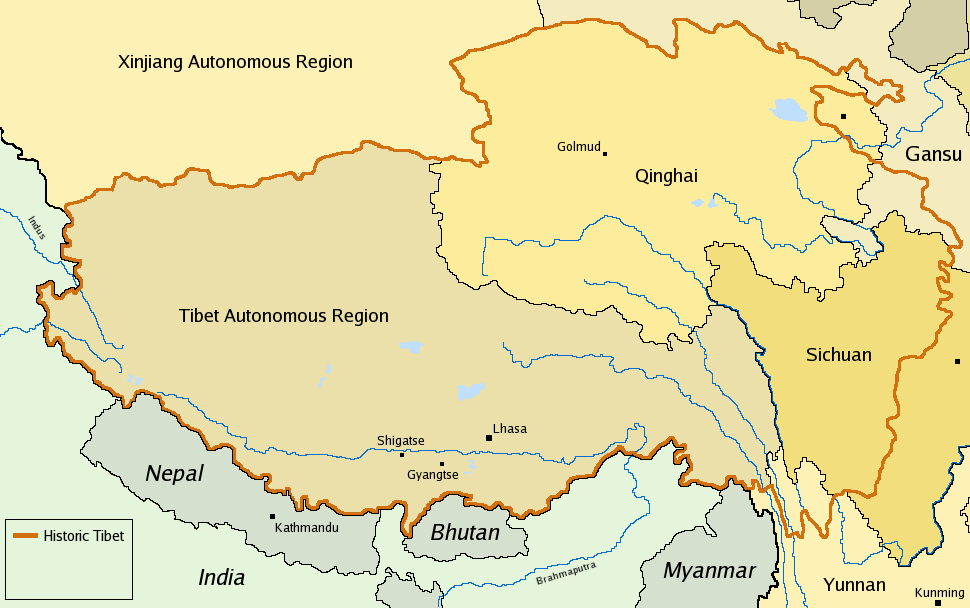
中国が設置したチベット民族の自治行政体の領域。チベット自治区が、四川省、青海省、新疆ウイグル自治区に隣接している

中華人民共和国の少数民族支配政策は、「民族区域自治政策」とよばれ、特定の少数民族が多数「集住」する地域に、その民族のための自治行政単位を設けるとされている。
チベット民族に対しては、地理的にひとつづきで、ひとまとまりになっている「集住」地域が、西蔵、青海、四川省の2州1県、甘粛省の1州1県、雲南省の1州などに分割されている。

## チベット亡命政府による統合要求と中国政府の拒否
チベット亡命政府は、チベット問題解決のための妥協案として、独立の主張をとりさげ、「中国主権下の高度自治」でよいとする妥協案を提示しているが、自治の単位としては、チベット全体を単一の行政区に統合するように求めている。
これに対し、中国政府はチベット亡命政府の妥協案を、全体として「形をかえた独立の主張」だとして拒否、チベットの統合についてもこれを拒否している。

## チベットに対する中国の行政区画

### チベットの一部を含有する省級の自治体一覧
- チベット自治区[1] - ガリ地方・ウー地方・ツァン地方、カム地方西半部より構成される。
- 青海省 - アムド地方の中央部・北部・西部、およびカム地方の北部より構成。
- 四川省 - 西部においてアムド地方の東南部およびカム地方の東半部を含有。
- 甘粛省 - 西南部においてアムド地方の東部を含有
- 雲南省 - 本省の西北部においてカム地方の南部を含有

中華人民共和国においては、「西蔵」の部分だけを指して「チベット (Tibet)」と称する用法がある。詳細は西蔵および西蔵地方を参照。

### 中華人民共和国がチベット内に設置した地区級の自治体一覧
- チベット自治区（bod rang skyong ljongs, 西蔵自治区）内
  - ラサ市（lha sa grong khyer, 拉薩市）
  - ロカ地区（lho kha sa khul, 山南地区）
  - シガツェ地区（gzhis ka rtse sa khul, 日喀則地区）
  - ナクチュ地区（nag chu sa khul, 那曲地区）
  - ガリ地区（mnga' ris sa khul, 阿里地区）
  - ニャンティ地区（nyang khri sa khul), 林芝地区）
  - チャムド地区（chab mdo sa khul, 昌都地区）
- 青海省内
  - 西寧市
  - 海東地区
  - ゴロク・チベット族自治州 （mgo log bod rigs rangs skyong khul, 果洛蔵族自治州）
  - 海北チベット族自治州 （mtsho byang bod rigs rangs skyong khul, 海北蔵族自治州）
  - 海西モンゴル族チベット族自治州 （mtsho nub sog rigs bod rigs rangs skyong khul, 海西蒙古族蔵族自治州）
  - 海南チベット族自治州 （mtsho lho bod rigs rangs skyong khul, 海南蔵族自治州）
  - 黄南チベット族自治州 （rma lho bod rigs rangs skyong khul, 黄南蔵族自治州）
  - 玉樹チベット族自治州 （yus hru'u bod rigs rangs skyong khul, 玉樹蔵族自治州）

- 四川省内
  - アバ・チベット族チャン族自治州（rnga ba bod rigs cha'ng rigs rangs skyong khul, 阿壩蔵族羌族自治州）
  - カンゼ・チベット族自治州（kar mdzas bod rigs rang skyong khul, 甘孜蔵族州）
- 甘粛省内
  - 甘南チベット族自治州（kan lho bod rigs rang skyong khul, 甘南蔵族自治州）
- 雲南省内
  - デチェン・チベット族自治州（bde chen bod rigs rangs skyong khul, 迪慶蔵族自治州）

### 中華人民共和国がチベット内に設置した県級の単立の民族区域自治体一覧
- 四川省内
  - 涼山イ族自治州内ムリ・チベット族自治県（mu li bod rigs rangs skyong rdzong, 木里蔵族自治県）
- 甘粛省内
  - 武威市内天祝チベット族自治県（dpa' ris bod rigs rangs skyong rdzong, 天祝蔵族自治県）